# Beli II di Alt Clut
Beli II (fl. VIII secolo) fu re di Alt Clut (odierna area attorno a Dumbarton Rock) all'inizio dell'VIII secolo.
Secondo le Harleian genealogies era figlio di re Elfin e padre di Teudebur.. Stando agli Annali dell'Ulster nel 722 morì Bile mc. Eilphin, rex Alo Cluathe.